# 平知盛
平知盛（1152年（仁平2年）—1185年4月25日（壽永4年3月24日））是日本平安時代末期平家一門的武將。他是平清盛的第四子，為二位尼（平時子）所生。同母兄弟有平宗盛、平重衡和建禮門院（平德子）。其官位為從二位權中納言，世人稱之為新中納言。
平知盛出生的時候正值平家的勢力達到全盛的時期，因此知盛在8歲的時候就被敘為從五位下的官位，次年又被任命為武藏國的國司兼該國的知行國主。當時平家一門出生的人物獲封日本全境內一半以上的國。知盛所獲封的武藏國，當時是源氏勢力最為強大的一個國，這可能是因為知盛具有武將的才能和較大的魅力的緣故。知盛的兩個兄長重盛和宗盛對後白河院的態度優柔不斷，平清盛對他非常期待，對其最為寵愛（《玉葉》安元2年12月5日條）。治承4年（1180年）12月，美濃和近江的源氏發動叛亂，知盛作為總大將率軍前往鎮壓。此後清盛命令知盛征討東國，但此時知盛病倒，不得不返回京都。
治承五年（1181年）閏2月4日，平清盛死去，平知盛的同母兄平宗盛繼承了平家家督的位置，知盛與弟弟平重衡一起輔佐宗盛。同年10月，平家的遠征軍編制完成，準備大舉討伐盤踞東國的源氏。北陸道一路由平知度、平清房、平重衡與平資盛率領；東海道和東山道一路由平維盛、平清經率領；熊野一路由平賴盛的兩個兒子率領；而最重要的洛中由平宗盛、平教盛、平經盛、平賴盛和平知盛一起負責鎮守。（《玉葉》10月10日條）。此時，平知盛負責留守京都，是決策戰事的實際總指揮者。壽永2年（1183年）2月，平宗盛辭去內大臣官職之際，曾召集平知盛、平重衡、平賴盛、平時忠、平親宗五人到自己的官邸。（《吉記》2月27日條）可見平知盛在平家一門中地位很高。
壽永二年（1183年），平家在俱利伽羅峠之戰中大敗，平知盛和平宗盛決定撤出京都。翌年平家在一之谷之戰中慘敗，平知盛長子平知章陣亡。平宗盛以讚岐國屋島為大本營安頓下來，平知盛則鎮守長門國的彥島。元曆二年（1185年）3月24日，平家在壇之浦之戰中覆滅，知盛身著重甲、背負著錨投海自盡，享年34歲。

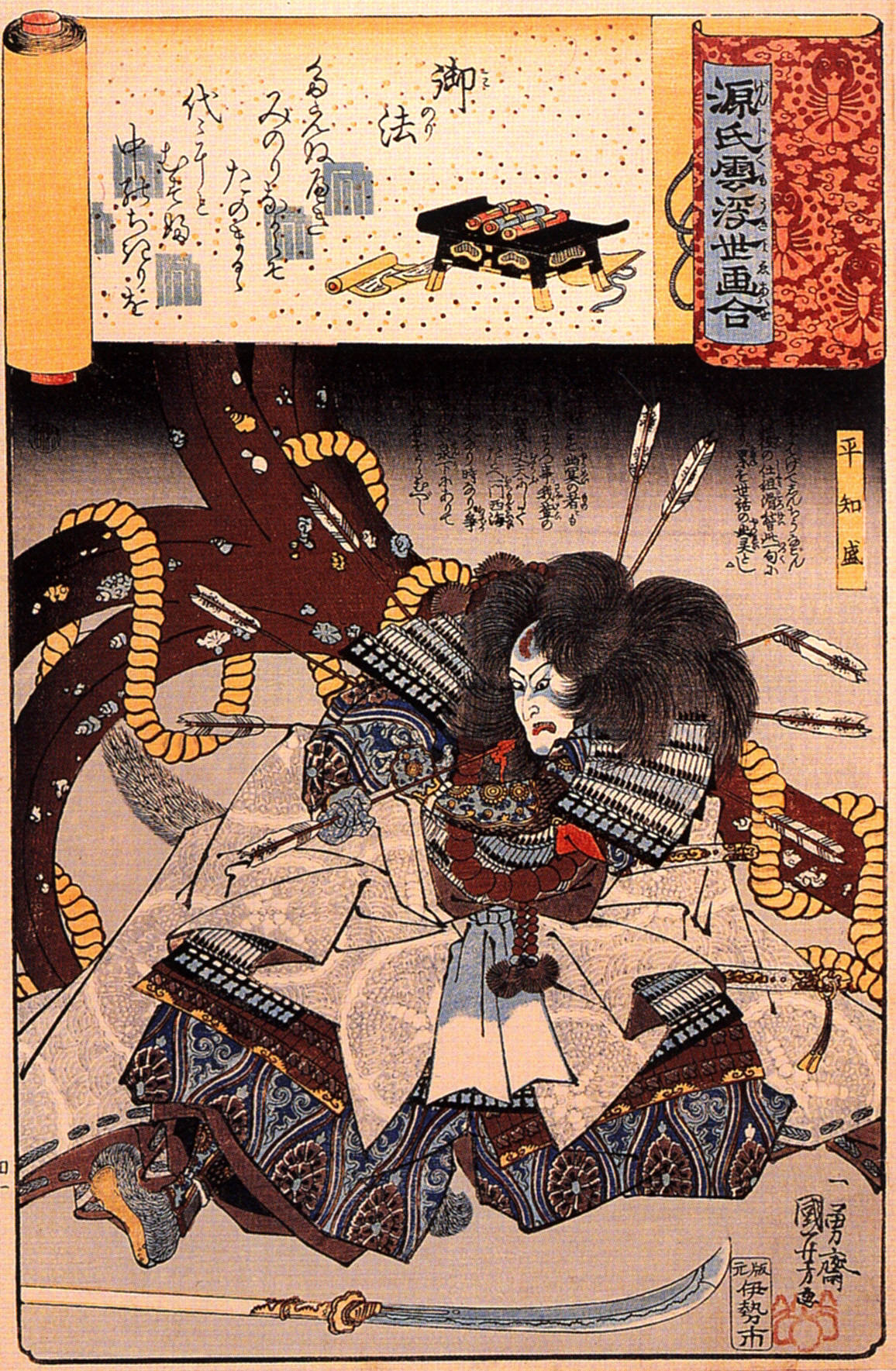
負錨投海的平知盛
浮世繪畫師歌川国芳繪。

此外，也有傳聞稱知盛並沒有死，而是秘密逃出戰場隱居。今日三重縣伊勢市有人自稱是平知盛的後代。
平知盛的第三子平知忠被封為伊賀大夫，在平家撤離京都時被拋棄在京都，由乳母秘密撫養。後來在建久七年（1196年）因舉兵反源，為鐮倉幕府的所殺。次子中納言禪師平增盛學問很深，於建久6年（1195年）上洛，後來前往鐮倉，投奔三浦義澄並住在勝長壽院。知盛的女兒中納言局，後來成為後堀河天皇的內裏女房，權傾一時。
相傳在壇之浦之戰擔任源氏方面大將源義經，不久後受到源賴朝的猜忌試圖逃往西國，但船至攝津國大物浦時，由於平知盛的怨靈作祟，海上突起暴風，最終失敗。在後世的文樂和歌舞伎「義經千本櫻」中有相關的情節。